# Kaipen

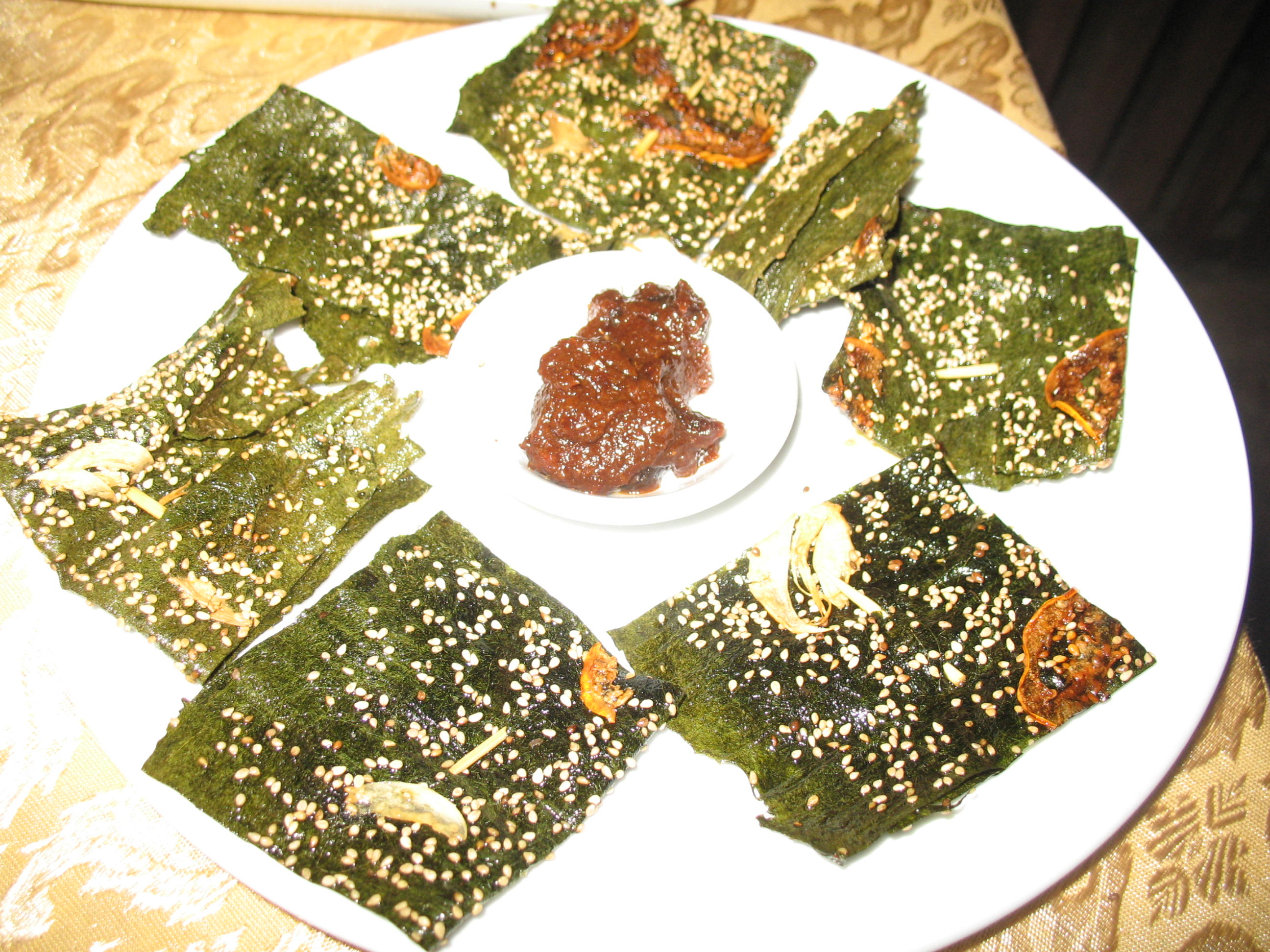
Láminas de kaipen con salsa picante.

Kaipen, o Kai Paen (en lao: ໄຄແຜ່ນ) es un platillo o aperitivo de la gastronomía de Laos, preparado con algas verdes de agua dulce, vegetales, y semillas de sésamo.
El kaipen es originario de la ciudad de Luang Prabang en la zona norte-central de Laos. Durante los meses calientes y secos del verano, cuando el nivel del río se encuentra en su mínimo, el alga verde llamada kai, es cosechada del fondo del río. Es lavada y colgada para que se seque. Luego de secarse durante un día, el kai es prensado formando láminas delgadas junto con vegetales tales como cebolla de verdeo, galangal, ajo y/o tomate, y completado con semillas de sésamo. El producto terminado se asemeja a una gran hoja de nori japonés.
El kaipen es rico en vitaminas y minerales y su sabor es similar al nori, pero es un poco más dulce, amargo y aromático. El kai puede ser consumido solo o ser utilizado para saborizar otras comidas. El método preferido de preparación es frito, pudiendo ser consumido luego como una papa frita. Se suele consumir kaipen frito mientras se bebe una Beerlao fría. En Laos es común comer el kaipen sin cocer, aunque existen ciertos riesgos sobre la salud relacionados con ingerir comida cruda. En el 2007, algunos mercados en Estados Unidos comenzaron a vender kaipen.
A veces el alga es identificada como Cladophora sp. o Dichotomosiphon tuberosum A. Br.